# Euxoa hemispherica
Euxoa hemispherica là một loài bướm đêm trong họ Noctuidae.